# Adriana Ozores
Adriana Ozores (ur. 21 maja 1959 w Madrycie) – hiszpańska aktorka filmowa i telewizyjna.

## Filmografia
seriale
- 1983: El Jardin de Venus
- 2005: Paco i jego ludzie jako Lola Castro
- 2011: Zagadka hotelu Grand jako Dona Teresa

film
- 1979: Los Energeticos
- 1981: Los Chulos jako Lucia
- 1998: La Hora de los valientes jako Flora
- 2002: Miasto bez granic jako Pilar
- 2011: No lo llames amor... llamalo X

## Nagrody
Za rolę Flory w filmie Godzina odważnych została uhonorowana nagrodą Goya.